# Кронсберг
Кро́нсберг (нем. Kronsberg) — холм на юго-восточной окраине Ганновера, недалеко от выставочного центра. Высота — 118 метров над уровнем моря. Это наивысшая точка города, хотя искусственная «Monte Müllo», состоящая из мусора, выше на 4 метра.
Здесь расположены два насыпных смотровых холма, с которых в хорошую погоду открывается красивый вид города.